# Glycolyse

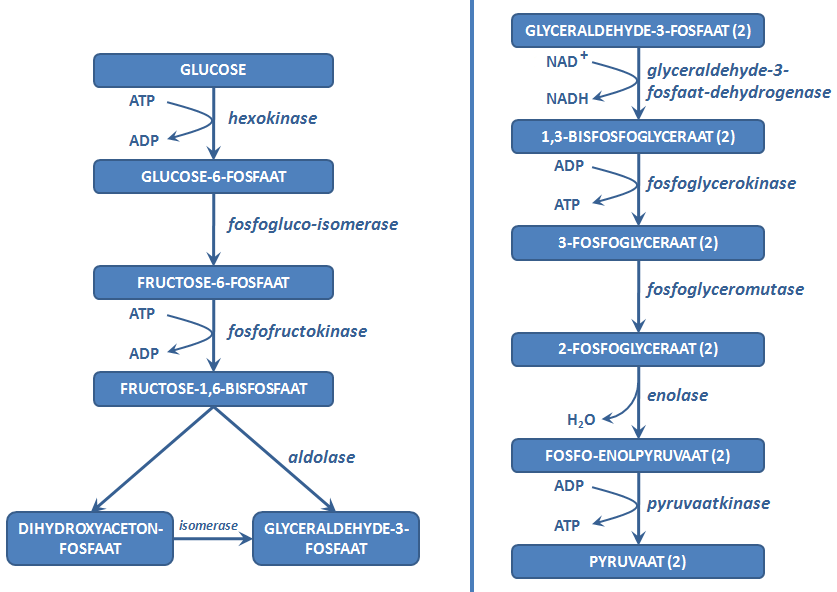
Glycolyse in 10 stappen. De cursief gedrukte benamingen zijn de enzymen die werkzaam zijn bij de stappen.

Glycolyse is een proces in het cytoplasma van de cellen van een organisme waarbij glucose, met behulp van enzymen, in tien stappen wordt afgebroken tot pyruvaat; zie afbeelding hiernaast. Drie van de tien stappen zijn onomkeerbaar. Eén glucosemolecuul levert twee moleculen pyruvaat, doordat na de aldolase en isomerase stap alles keer twee gedaan wordt. 
Glucose wordt door het organisme uit de vertering van polysachariden (zoals zetmeel) gevormd, waarna de glucose door het bloed naar de cellen wordt vervoerd.
Bij de glycolyse komt energie vrij, doordat ADP wordt omgezet in ATP, en NAD+ in NADH. De vrijkomende energie wordt op deze manier in moleculen ATP en NADH opgeslagen.
Er komt echter niet alleen energie vrij. Zoals in de afbeelding te zien is, wordt er bij de eerste twee reacties ATP gebruikt. Er worden per glucosemolecuul vier ATP-moleculen gevormd, wat neerkomt op een nettoresultaat van twee ATP-moleculen. De twee moleculen NADH kunnen in de elektrontransportketen worden omgezet in 1,5 ATP-moleculen per molecuul. De NADH-moleculen kunnen samen dus aanleiding geven tot vorming van drie moleculen ATP.
Pyruvaat kan verder verbrand (geoxideerd) worden in de citroenzuurcyclus of anaeroob omgezet worden in melkzuur of zoals bij veel gisten in ethanol en koolstofdioxide (CO2). Pyruvaat is de geoxideerde versie van pyrodruivenzuur.

## Nederlandse en Engelse termen
Hieronder volgt een opsomming van de bij de glycolyse betrokken enzymen en de gevormde tussenproducten.
| Enzymen                                 | Enzymen                                  |
| Nederlandse naam                        | Engelse naam                             |
| --------------------------------------- | ---------------------------------------- |
| Hexokinase                              | Hexokinase                               |
| Fosfohexo-isomerase                     | Phosphoglucoisomerase                    |
| Fosfofructokinase                       | Phosphofructokinase                      |
| Fructose-1,6-difosfaat-aldolase         | Fructose-1,6-bisphosphate aldolase       |
| Triose-isomerase                        | Triose phosphate isomerase               |
| Glyceraldehyd-3-fosfaatdehydrogenase    | Glyceraldehyde 3-phosphate dehydrogenase |
| Glycerinezuur-1-fosfaatkinase           | Phosphoglycerate kinase                  |
| Fosfoglyceromutase                      | Phosphoglycerate mutase                  |
| Enolase                                 | Enolase                                  |
| Pyrodruivenzuurkinase of pyruvaatkinase | Pyruvate kinase                          |

| Tussenproducten             | Tussenproducten            |
| Nederlandse naam            | Engelse naam               |
| --------------------------- | -------------------------- |
| Glucose                     | Glucose                    |
| Glucose-6-fosfaat           | Glucose-6-phosphate        |
| Fructose-6-fosfaat          | Fructose-6-phosphate       |
| Fructose-1,6-difosfaat      | Fructose-1,6-biphosphate   |
| Dihydroxyacetonfosfaat      | Dihydroxyacetonephosphate  |
| Glyceraldehyd-3-fosfaat     | Glyceraldehyde 3-phosphate |
| Glycerinezuur-1,3-difosfaat | 1,3-bisphosphoglycerate    |
| Glycerinezuur-3-fosfaat     | 3-phosphoglycerate         |
| Glycerinezuur-2-fosfaat     | 2-phosphoglycerate         |
| Enolpyrodruivenzuurfosfaat  | Phosphoenolpyruvate        |
| Pyrodruivenzuur             | Pyruvic acid               |
| Melkzuur                    | Lactic acid                |